# Sinfonías para cuerdas (Mendelssohn)

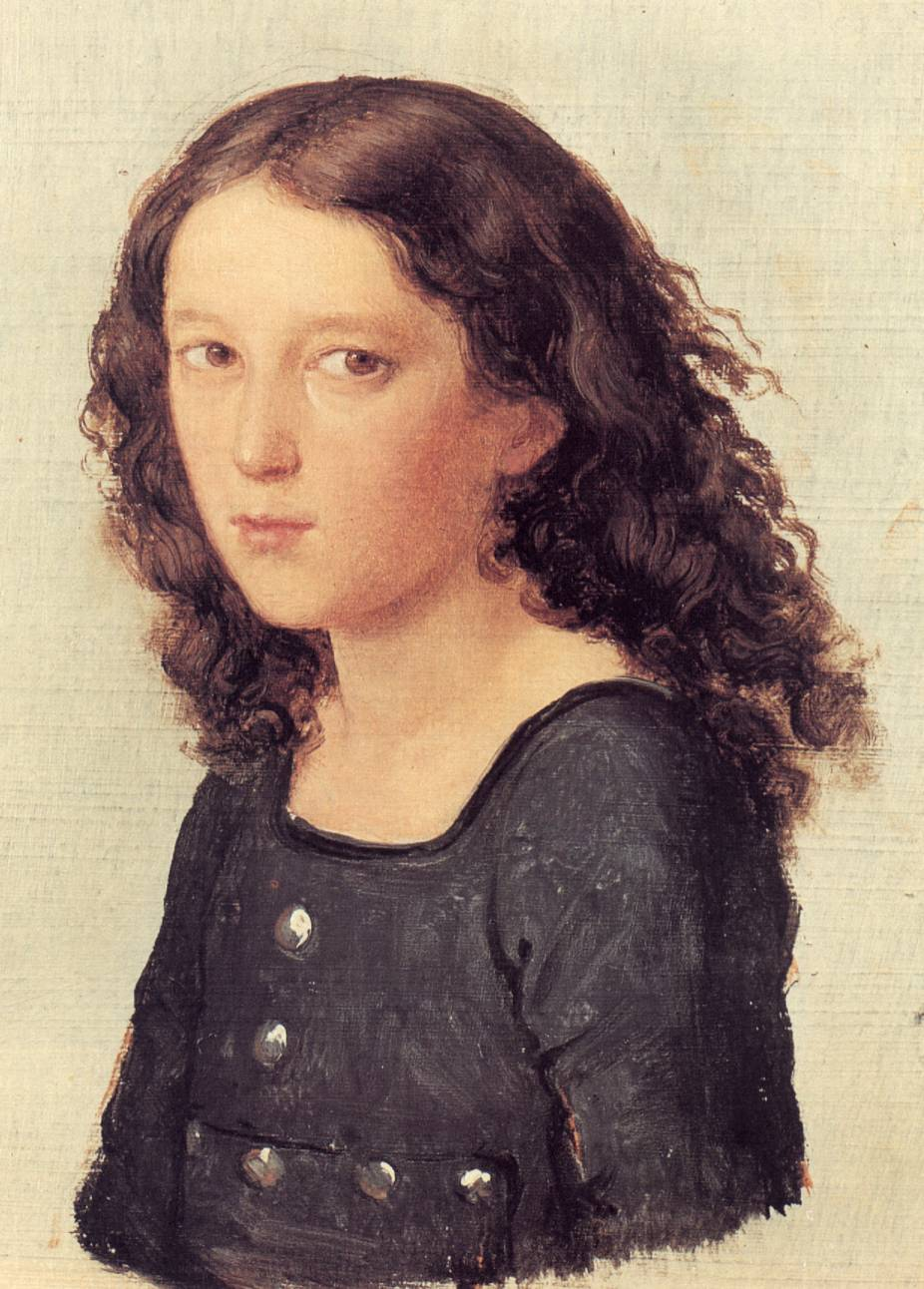
Mendelssohn en 1821.

Las sinfonías para cuerdas son una serie de trece sinfonías escritas para orquesta de cuerda por Felix Mendelssohn entre 1821 y 1823.

## Historia

### Composición
La composición de esta colección de obras se desarrolló entre 1821 y 1823, cuando tenía entre 12 y 14 años. Mendelssohn escribió estas piezas en parte como ejercicios y en parte como un esfuerzo por desplegar sus alas en el género sinfónico. La primera media docena son ejercicios de composición instrumental tradicional del siglo XVIII ya que la educación de Mendelssohn siempre fue muy histórica, asignados y supervisados por su maestro, Carl Friedrich Zelter. No hay indicios de cuánto de las propias ideas de Zelter se filtró en las piezas. El progreso del joven compositor puede seguirse a lo largo de esta colección. Una de las peculiaridades del desarrollo de Mendelssohn como compositor es que, partiendo de un punto de vista altamente clásico (como le inculcaron tanto la proximidad cronológica como su mentor Zelter), se movió casi simultáneamente en dos direcciones históricas opuestas. A medida que avanzaba en su infancia y adolescencia y se "ponía al día" con el Clásico tardío y el Romanticismo temprano, retrocedía hacia una intensa apreciación de la artesanía de Bach y de la gloriosa manera aristocrática de Händel y compañía. Las primeras sinfonías para cuerda son un buen testimonio de este fenómeno.
Las partituras autógrafas muestran que Mendelssohn utilizó números romanos para numerar estas piezas. En la actualidad estas partituras manuscritas se conservan en la Biblioteca Estatal de Berlín y se pueden consultar en línea.
Estas obras solía presentarlas en conciertos privados con una orquesta en casa de sus padres para los socios y amigos de sus padres que formaban parte de la élite intelectual de Berlín.

### Publicación
La primera edición de esta serie de piezas se llevó a cabo de manera póstuma por la editorial Deutscher Verlag für Musik. Las siete primeras sinfonías fueron publicadas en 1959 en Leipzig. La n.º 11 en 1959. La n.º 8 se publicó en 1965. Las n.º 9, 10, 12 y 13 en 1967.

## Instrumentación
Las partituras de estas obras están escritas exclusivamente para orquesta de cuerda. Si bien, hay algunas excepciones:
- La sinfonía n.º 8 original es para orquesta de cuerda pero escribió un arreglo para dos flautas, dos oboes, dos clarinetes, dos fagotes, dos trompas, dos trompetas, timbales y sección de cuerdas.[17]
- La sinfonía n.º 11 incluye además percusión (timbales, platillos, triángulo) en el segundo movimiento.[16]

## Estructura y análisis
La mayor parte de las sinfonías para cuerdas constan de tres movimientos, excepto las n.º 7, 8 y 9 que cuentan con cuatro y la n.º 11 con cinco. Por otra parte, tienen un solo movimiento las n.º 13 y 10, está última presenta la estructura de Adagio – Allegro – Piu presto, que ayuda a crear contrastes más claros. En todas las sinfonías destaca la intuición y el dominio de la unidad que con su corta edad mostraba el joven compositor. Se percibe con claridad cómo se contrastan y complementan los movimientos independientemente de que sean uno, tres, cuatro o cinco. Las seis o siete primeras sinfonías siguen deliberadamente el estilo Empfindsamkeit de las obras de C. P. E. Bach. Contienen música bastante visceral pero no muestran la variedad, profundidad y singularidad de expresión que sí tienen las seis últimas. Las primeras sinfonías comparten un puñado de patrones musicales, como se observa en la estructura en tres movimientos. Las sinfonías finales, por su parte, se construyen de manera individualizada con un proyecto único calculado por Mendelssohn independientemente de cualquier plan genérico.

### Sinfonía n.º 1 en do mayor, MWV N 1
La pieza fue escrita antes de septiembre de 1821 y consta de tres movimientos:
- I. Allegro, en do mayor 3
4
- II. Andante, en la menor 3
8
- III. Allegro, en do mayor 4
4

Su duración aproximada es de 12 minutos. Quizá no tan larga en comparación con las verdaderas obras de concierto de principios de la década de 1820, pero hay que tener en cuenta que el compositor sólo tenía 12 años. Respeta el esquema de movimientos rápido-lento-rápido habitual en la música barroca y en obras menos formales de las épocas clásica y preclásica (sinfonías "menores", como se las ha denominado para distinguirlas de las sinfonías "mayores", más aristocráticas y de cuatro movimientos). Con esta sinfonía Mendelssohn y su maestro Zelter construyeron el molde a partir del cual se crearían las siguientes.
El primer movimiento, Allegro, está escrito en la tonalidad en do mayor y en compás de 3/4. Se abre, y continúa, con la misma vitalidad que cualquier obra de las generaciones de Händel o Haydn o incluso Mozart. De hecho, tiene un brío que rara vez se halla en la música de cualquier época, porque aquí hay un genuino entusiasmo juvenil con la técnica para respaldarlo normalmente un compositor sólo puede simular el entusiasmo juvenil desde la distancia de muchos años. En gran medida deriva de formulaciones de escalas y arpegios relativamente simplistas, aunque el contrapunto característicamente activo ya sugiere lo que está por venir. El segundo movimiento, Andante, está en el tono relavito de la menor y en 3/8. En la sección central participan los solistas de la orquesta. Pero las cosas no siempre permanecen en ese tono lastimero. Mendelssohn tenía un carácter muy alegre como muchacho y como adulto, y el sol casi siempre brilla regularmente a través de las grietas de sus creaciones en modo menor. El Finale, Allegro, retoma la tonalidad inicial y el compás es 4/4. Arranca con un pedal de dominante simple pero robusto en los instrumentos graves y luego se abre camino a través de tres minutos de territorio marcadamente acentuado. Este alborotado Finale recuerda a otro conjunto de obras de cuerda tempranas, las sonatas para cuerda de Gioachino Rossini.

### Sinfonía n.º 2 en re mayor, MWV N 2
La pieza fue escrita antes de septiembre de 1821 y consta de tres movimientos:
- I. Allegro, en re mayor 4
4
- II. Andante, en si menor 4
4
- III. Allegro vivace, en re mayor 6
8

Su duración aproximada es de 11 minutos. Sigue el esquema tradicional de tres movimientos. El primer movimiento, Allegro, está en re mayor y en 4/4. Es un movimiento de orientación clásica con un espíritu de alegría desbordante y unas texturas que recuerdan al primer movimiento de su Octeto para cuerdas de 1826. El segundo movimiento, Andante, de nuevo pasa al tono relativo que aquí es si menor y mantiene el ritmo de 4/4. Es un movimiento central lento de estilo plenamente barroco.  Contiene la música más profundamente expresiva hasta el momento, destacando el uso de la suspensión y la interacción casi canónica entre los violines primero y segundo. El brillante Finale, Allegro vivace, retoma la tonalidad inicial y el compás es 6/8. En este movimiento de cierre asoma de vez en cuando el toque de firme alboroto beethoveniano, por lo demás bien educado. Sugiere, en sus líneas melódicas, una conexión cíclica con el movimiento inicial.

### Sinfonía n.º 3 en mi menor, MWV N 3
La pieza fue escrita antes de septiembre de 1821 y consta de tres movimientos:
- I. Allegro di molto, en mi menor 4
4
- II. Andante, en sol mayor 3
8
- III. Allegro, en mi menor 4
4

Su duración aproximada es de 8 minutos. Es la primera de estas sinfonías que está en modo menor y es fascinante observar al feliz compositor de 12 años rebuscando en su brillante pero aún poco explotada mente musical para dibujar sentimientos propios de la tonalidad de mi menor. Sigue la fórmula las dos sinfonías anteriores. Sus soluciones a las cuestiones de estética tonal y de dirección emotiva revelan una mano firme y segura: el contrapunto obsesivo y continuo rara vez ha sonado tan genuinamente urgente como Mendelssohn lo hace sonar en el Allegro inicial, y sin embargo hay una delgadez en la música que a un compositor menor, adolescente o de mediana edad, no le habría resultado fácil arriesgar.
El primer movimiento, Allegro di molto, está en mi menor y en 4/4. Superpone tersamente texturas fugadas neobarrocas en total contraste con la brisa clásica de las dos obras precedentes. La tonalidad de mi menor siempre pareció encender la imaginación de Mendelssohn, como se observa en su Concierto para violín y el primero de sus Preludios y fugas Op. 35. El segundo movimiento, Andante, está en un sol mayor más cálido. En realidad es una pequeña canción de tres minutos para la sección de violines y un acompañamiento ligero. Regresa a los pastos más fríos del clasicismo haydniano, aunque la oscura codetta en la tónica prepara con ingenio el camino hacia el Finale cerrándolo con una cadencia imperfecta implícita. El Finale, Allegro, está en la tonalidad y compás iniciales. Sigue al Andante sin pausa, y en él se renuevan la severidad y el ejercicio contrapuntístico del primer movimiento. Es un movimiento muy trabajado, que muestra un toque original en su sutil final. Mendelssohn deja que la música se deslice tranquila y maduramente hacia el cierre, en lugar de aporrearla ruidosamente en el último compás.

### Sinfonía n.º 4 en do menor, MWV N 4
La pieza fue escrita el 5 de septiembre de 1821 y consta de tres movimientos:
- I. Grave 4
4 – Allegro, en do menor 3
4
- II. Andante, en do mayor 3
8
- III. Allegro vivace, en do menor 4
4

Su duración aproximada es de 8 minutos. Mantiene los tres movimientos rápido-lento-rápido pero altera la fórmula dando cabida a una introducción lenta. Recuerda de esta manera a la antigua sonata da chiesa barroca y su ordenación en cuatro movimientos: lento-rápido-lento-rápido. El Barroco también impregna la pieza en la esencia del gesto y la línea, la configuración contrapuntística de la estirpe de Händel más que de Haydn.
El primer movimiento, Grave – Allegro, está en do menor y en 3/4. Se abre con una introducción, marcada Grave, en 4/4. Händel es claramente la fuerza motriz detrás de la breve introducción, que continúa la exploración del contrapunto fugal, con el condimento añadido de alguna síncopa rítmica. Le sigue el Allegro es más mordaz que una pieza paralela de Vivaldi. El segundo movimiento, Andante, está en do mayor y en 3/8. Es comparativamente simplista en su intento inicial de sostener una melodía de largo aliento sobre un acompañamiento reiterativo. Adopta un estilo más ecléctico. Las figuraciones clásicas del acompañamiento (el "fideísmo" de la voz interior, si se quiere) a menudo se desvían hacia el tipo de movimiento armónico lento y prolongado lleno de deliciosas suspensiones que Bach amaba tanto. Ocasionalmente sorprende con un giro hacia una manera indulgente que Liszt podría haber reconocido. Todo ello prueba que el joven Mendelssohn podía mirar tanto hacia adelante en el tiempo como hacia atrás. No hay pausa entre los dos movimientos. El truco de conducir el oído hacia el Finale se repite aquí con mayor confianza, el la bemol suspendido final no se resuelve hasta el sol dominante que abre el Finale. El tercer y último movimiento, Allegro vivace, retoma la tonalidad inicial y el 4/4. Arranca de inmediato sus impresionantes esfuerzos contrapuntísticos, presentando un estilo rococó.

### Sinfonía n.º 5 en si bemol mayor, MWV N 5
La pieza fue escrita el 15 de septiembre de 1821 y consta de tres movimientos:
- I. Allegro vivace, en si bemol mayor 4
4
- II. Andante, en mi bemol mayor 3
8
- III. Presto, en si bemol mayor 4
4

Su duración aproximada es de 11 minutos. Se sabe que esta obra fue escrita en los nueve días siguientes a la inmediatamente anterior. Esto muestra que la lista de compositores infantiles extraordinarios no terminó con Mozart. Mendelssohn demostró estar a la altura, como casi siempre hizo a lo largo de su corta vida; al escribir una sinfonía completa digna de cualquier compositor adulto consumado en sólo nueve días, cuando aún tenía 12 años. El vigor barroco es el sentimiento predominante a lo largo de gran parte de la obra, como ocurre en muchas de estas primeras sinfonías.
El primer movimiento, Allegro vivace, está en si bemol mayor y en 4/4. En este caso no hay introducción como en la anterior. Quizá resulta menos satisfactorio como conjunto musical, pero la integración de los estilos barroco y clásico da otro paso adelante. El segundo movimiento, Andante, está en mi bemol mayor y en 3/8. Parece situarse en la misma línea divisoria entre la herencia mozartiana y la expresión personalizada. Es bello y melodioso, se deleita en sí mismo y sus aspiraciones terminan ahí. Se cierra de forma calmada, haciendo una verdadera pausa antes del Finale. Este tipo de pausa no se escucha en las dos sinfonías anteriores, ya que sus movimientos lentos conducen directamente al movimiento de cierre, al estilo de la música de cámara barroca. El Finale, Presto, retoma la tonalidad inicial y el 4/4. Es un estallido de jovialidad, que revela una mayor confianza en el equilibrio entre la exposición musical básica y la interpolación de episodios de fugato.

### Sinfonía n.º 6 en mi bemol mayor, MWV N 6
La pieza fue escrita en 1821 y consta de tres movimientos:
- I. Allegro, en mi bemol mayor 4
4
- II. Menuetto, en mi bemol mayor 3
4
- III. Prestissimo, en mi bemol mayor 2
4

Su duración aproximada es de 11 minutos. Esta obra fue la última finalizada en 1821, aunque la n.º 7 ya estaba sobre la mesa a finales de año y por ello pertenece al grupo de las seis primeras. Mendelssohn o su maestro Zelter deciden introducir algo nuevo: un Minueto como movimiento central en lugar del Andante habitual. Quizás Mendelssohn estaba cansado de componer Andantes; o más probablemente ya sabía que en la n.º 7 pasaría a una sinfonía de cuatro movimientos que contuviera tanto movimiento lento como Minueto, y simplemente estaba progresando en esa dirección siguiendo las indicaciones de Zelter. A pesar de su inconfundible gestualidad neo-mozartiana, demuestra más claramente la aparición gradual de una nueva voz en el firmamento musical.
El primer movimiento, Allegro, está en mi bemol mayor y en 4/4. Se abre con un brillante chasquido, como una goma elástica rítmica, y prosigue con rápidas líneas en spiccato. La idea del "chasquido" reaparece muchas veces, la mayoría de ellas durante el desarrollo central. Establece una gama de expresión mucho más amplia mediante el contraste textural y una mayor variedad de material temático, mientras que anteriormente la falta de confianza había conducido al monotematismo y al estancamiento textural ocasional. El segundo movimiento, Menuetto, está en la tónica y en 3/4. Es un minueto que se podría bailar. Contiene no uno, sino dos tríos con interacción solista, algo que deja entrever el increíble manantial que era la joven mente musical de Mendelssohn. El segundo trío, con su tratamiento coral y su sutil encaje en el retorno final del minueto, marca un notable paso adelante. El Finale, Prestissimo, continúa en la tónica y está en 2/4. Parece tomar como punto de partida el Finale de la Sinfonía n.º 39 de Mozart, que está en la misma tonalidad, con una sección central en fugato claramente expresada desde el punto de vista clasicista. Se inicia con una explosión hacia arriba de los violines. Siguiendo la indicación de tempo es una carrera desenfrenada hasta el final, interrumpida ocasionalmente por alguna actividad fugada.

### Sinfonía n.º 7 en re menor, MWV N 7
La pieza fue escrita entre finales de 1821 y principios de 1822, y consta de cuatro movimientos:
- I. Allegro, en re menor 4
4
- II. Andante amorevole, en re mayor 3
8
- III. Menuetto, en re menor 3
4
- IV. Allegro molto, en re mayor 6
8

Su duración aproximada es de 23 minutos. Esta obra marca el paso de la estructura en tres movimientos a cuatro, lo cual es en cierto modo representativo de transición de niño prodigio estudiante a compositor adulto serio, aunque solamente tuviera 12 o 13 años. Para dar este paso, practicó hasta dominar los diversos tipos de movimientos exteriores, luego se centró en una variedad de Andantes, en la n.º 6 abordó el Minueto y con la n.º 7 los combinó todos. Marca un claro alejamiento de las seis primeras en cuanto que las influencias estilísticas de otros ya no son punto de partida, sino extensiones polifacéticas de la propia personalidad compositiva de Mendelssohn, que se está desarrollando rápidamente. Aunque la pieza sigue siendo comparativamente breve, supone un auténtico avance hacia la composición de una verdadera sinfonía en toda regla.
El primer movimiento, Allegro, está en re menor y en 4/4. Avanza con un ritmo robusto y constante, y sólo se detiene a veces para recuperar el aliento. Insinúa claramente un segundo tema contrastante y depende menos de enérgicas configuraciones para dar la impresión de impulso hacia delante. Su uso de la secuencia y la suspensión le confiere una extraña cualidad barroca, evocando especialmente las sinfonías de Händel. El segundo movimiento, Andante amorevole, está en re mayor y en 3/8. Todo el movimiento oscila suavemente con el ritmo de 3/8, sobre notas repetidas rápidas y ligeras que se introducen aproximadamente a un tercio del tiempo. Es más inventivo gracias sus inflexiones melódicas cromáticas que sugieren al Mozart tardío.  El tercer movimiento, Menuetto, está en la tónica y en 3/4. A diferencia del minueto de la sinfonía anterior, sólo tiene un trío que está en si bemol mayor. Amplía el ámbito armónico general de la obra, sino también por las arquetípicas pausas al estilo de Haydn en el trío. El Finale, Allegro molto, retoma el re mayor y está en 6/8. La apertura es puro Mendelssohn por su boyante sugerencia de ritmos de subdivisión ternaria arremolinados y coloraciones armónicas de séptima disminuida. Se inicia con una idea seria en re menor, aunque a través de la dominante, la. Pero a medida que el movimiento gana fuerza y comienza el tema principal, el compositor se desliza directamente al modo mayor, donde permanece claro hasta la conclusión. La escritura fugal, más bien formal, no descansa especialmente cómoda a su lado, pero no cabe duda de la fuerza estructural acumulativa del movimiento en su conjunto.

### Sinfonía n.º 8 en re mayor, MWV N 8
La pieza fue escrita entre el 5 y el 27 de noviembre de 1822, y consta de cuatro movimientos:
- I. Adagio e Grave 3
4 – Allegro, en re mayor 4
4
- II. Adagio, en si menor 3
8
- III. Menuetto, en re mayor 3
4
- IV. Allegro molto, en re mayor 4
4

Su duración aproximada es de 30 minutos. Es una de sus obras más tempranas y exitosas en el género sinfónico, que muestra el brillante dominio del joven compositor de la línea melódica y el contrapunto complejo. Al propio Mendelssohn le gustó tanto que entre el 30 de noviembre de 1822 y el 1 de febrero de 1823 amplió la orquestación con dos flautas, dos oboes, dos clarinetes, dos fagotes, dos trompas, dos trompetas y timbales, convirtiéndola en su primera sinfonía para orquesta completa. El arreglo no se publicó entonces y una de las razones es que se inspira considerablemente en tres obras de Mozart (las Sinfonías n.º 38 y n.º 41 "Jupiter" y el inicio del Cuarteto de las disonancias). Es muy posible que Mendelssohn quisiera homenajear a Mozart. Destaca el contrapunto cuádruple del Finale muy parecido al cierre de la Sinfonía Júpiter, sin ser un plagio de ésta. De hecho, tras un pasaje de este consumado contrapunto a cuatro partes, la obra estalla en una gran coda zigzagueante que habría escandalizado a Mozart y a la que ni siquiera se aproxima en su música. Es como si el joven Mendelssohn, habiéndose quitado el sombrero ante Mozart, se lleva la pieza a su terreno como innegable y única obra suya. Mientras que las primeras sinfonías eran derivadas e imitativas, el segundo grupo, incluida esta obra, muestra signos de que el compositor dejó de lado el mimetismo memorístico en favor de un estilo más moderno y personal. La increíble coda final es una pequeña joya de brillantez en sí misma.
El Allegro principal de apertura contiene un segundo sujeto explícito en la tonalidad "correcta" (la dominante, la mayor), aunque el material se deriva claramente de la idea inicial. El inspirado primer compás se convirtió en una especialidad de Mendelssohn, especialmente notable en al inicio de la Sinfonía italiana. El Adagio, muy sentido y bastante serio, suena un poco fuera de lugar en el contexto de esta obra en particular. El buen humor y la alegría haydniana del Menuetto hacen que su efecto sea más intenso. El Finale fugado es claramente deudor de Mozart en su manejo del contrapunto y el cromatismo pasajero, aunque la propia voz distintiva del compositor es inconfundiblemente la fuerza dominante.

### Sinfonía n.º 9 en do mayor, MWV N 9
La pieza fue escrita el 12 de marzo de 1823 y consta de cuatro movimientos:
- I. Grave, en do menor 3
4 – Allegro, en do mayor 4
4
- II. Andante, en mi mayor 2
4
- III. Scherzo – Trio più lento (La Suisse), en do mayor 6
8
- IV. Allegro vivace, en do menor 4
4

Su duración aproximada es de 30 minutos. Pertenece al grupo de seis últimas sinfonías para cuerda. Fue compuesta poco después del Concierto para violín en re menor y el Concierto para piano en la menor. En lugar de rendir tributo a Mozart como la anterior, Mendelssohn inaugura esta obra a la manera de Haydn. El primer movimiento, Grave – Allegro, está en do mayor y en 4/4. Se abre con una imponente introducción, marcada Grave, que está en do menor y en 3/4. Contiene un pasaje particularmente inventivo con pizzicati de bajo. Después llega el enérgico Allegro que estalla en un magnífico y animado primer tema. Rápidamente se convierte en algo que Haydn nunca podría haber escrito, con una gama armónica y rítmica mucho mayor. El segundo sujeto cantabile se ha convertido en una idea musical independiente por derecho propio. Exhibe sofisticaciones técnicas que incluyen una parte dividida para las violas y el tratamiento fugato del primer sujeto es sencillamente inspirado y muy efectivo en la unión entre la exposición y el desarrollo. Salta una generación más allá de Haydn y es mucho más brillante que cualquier obra del Mozart de la misma edad. El segundo movimiento es un maravilloso y reflexivo Andante en mi mayor y en 2/4. Destacan los eficaces contrastes texturales entre la escritura a cuatro voces de los violines de la sección inicial y la división más seria de violas, violonchelos y contrabajos de la parte central. El tercer movimiento es un chispeante Scherzo en do mayor y en 6/8 completamente mendelssohniano, que señala el camino hacia la música de hadas de El sueño de una noche de verano. En el trío aparece una canción popular suiza que pretende ser un reflejo nostálgico de unas recientes vacaciones de verano. El Finale, Allegro vivace, vuelve al do menor y al 4/4. Confirma aún más la creciente confianza e independencia estilística del compositor. Incorpora otro segundo tema claramente identificable y una magistral fuga sobre dos temas simultáneos. Presenta una vez más un contrapunto brillante, un ingenio delicioso y unas líneas melódicas totalmente originales.

### Sinfonía n.º 10 en si menor, MWV N 10
La pieza fue escrita el 13 de mayo de 1823 y consta de un movimiento:
- I. Adagio 3
4 – Allegro 4
4 – Più presto, en si menor 4
4

Su duración aproximada es de 10 minutos. Es casi seguro que este movimiento único tuviera originalmente al menos dos movimientos acompañantes, pero nunca han salido a la luz. Junto con la sección inicial de la n.º 9, es el más largo de todos los movimientos de las sinfonías de cuerda. Su brevedad no significa que la obra sea ligera y con su lenta introducción constituye una obra satisfactoria en sí misma. Su único movimiento está formado por tres partes diferenciadas mediante indicaciones de tempo.
Arranca con un Adagio breve y solemne, que muestra la marcada influencia de Bach pero observada desde un punto de vista postclasicista. En principio sería el tipo de pieza que Mozart podía haber escrito en su juventud, pero contiene algunas frases románticas y suavemente susurrantes típicas de las primeras obras de Mendelssohn. La composición de las escalas ascendentes de re mayor con las que se cierra esta sección tiene un extraño parecido con la del final del movimiento lento de la Serenata para cuerdas de Chaikovski. El Allegro siguiente es el meollo de la obra. La apertura recuerda una vez más a Haydn, aunque el segundo tema es un híbrido que sugiere al primer Beethoven, teñido de Rossini. Las ajetreadas figuraciones de semicorcheas, que son una característica tan fuerte de la escritura de las voces intermedias, se convertirían en una de las señas de identidad texturales más indelebles de Mendelssohn. Un ardiente tema equilibrado por un tema menos sombrío, más cadencioso y luego un episodio tormentoso derivado de un fragmento del primer tema. El compositor somete los dos motivos más enérgicos a un breve y vigoroso desarrollo. En lo que parece una recapitulación convencional deja que el suave segundo tema se interrumpa distraídamente y sumerge a las cuerdas en una coda extensa y sin aliento. El Più presto que cierra la pieza parece calculado para poner al público en pie, por lo que resulta extraño que durante algún tiempo esta sinfonía se considerara tal vez un preludio de la Sinfonía n.º 12, con la que estaba unida originalmente.

### Sinfonía n.º 11 en fa mayor, MWV N 11
La pieza fue escrita entre el 14 de junio y el 23 de julio de 1823, y consta de cinco movimientos:
- I. Adagio, en fa mayor – Allegro molto, en fa menor 4
4
- II. Scherzo. Commodo Schweizerlied, en re menor 2
4
- III. Adagio, en mi bemol mayor 3
4
- IV. Menuetto. Allegro moderato, en fa menor 6
8
- V. Allegro molto, en fa menor 4
4

Su duración aproximada es de entre 35 y 40 minutos. Los maestros del Clasicismo tardío al crear música instrumental de concierto debían decidir si incluían un minueto o un scherzo. El compositor de 14 años desafió audazmente la tradición incluyendo ambos y haciendo que la sinfonía tenga cinco movimientos. Esta obra presenta una variedad estructural ausente en las primeras de la serie que seguían el molde de tres movimientos rápido-lento-rápido. No obstante, el plan de esta sinfonía deriva de dicho molde.
El primer movimiento, Adagio – Allegro molto, empieza en fa mayor y pasa a fa menor en el Allegro y el compás es 4/4. Se abre con un Adagio sincero, salpicado de momentos de angustia pasajeros. La tonalidad de fa mayor se establece con maravillosa suavidad al principio. Los violines giran suavemente, las cuerdas graves revolotean espesa pero delicadamente a su alrededor. Le sigue un Allegro molto en fa menor en el que los momentos de angustia adquieren mayor peso en las figuras impulsoras en un tumultuoso ejercicio en modo menor. El segundo movimiento, Scherzo. Comodo, está en re menor y en 2/4 a la manera de la Novena sinfonía. Cita un Schweizerlied o canción popular suiza titulada "Bin alben e warti Tachter gsi", como recuerdo de las vacaciones de verano de la familia en Suiza en 1823. Se intercala con una melodía que se ha identificado como una canción tradicional hebrea. El tercer movimiento, Adagio, está en mi bemol mayor y en 3/4. Es un episodio tranquilo, las frases en arco y legato sugieren una serena felicidad que se disipa al instante en el siguiente movimiento. Se adentra en el aterciopelado mundo de la tonalidad bemol. Mozart podría ser el punto de partida, pero Mendelssohn logra llegar a un destino propio. El cuarto movimiento, Menuetto. Allegro moderato, está en fa menor y en 6/8. Podría considerarse un scherzo en toda regla. Es elegantemente apremiante en un serio fa menor. La sección de trío está plenamente desarrollada en tonalidad más brillante. El quinto y último movimiento, Allegro molto, vuelve al fa menor y al 4/4. Presenta contornos predominantemente clásicos forzados por la intensidad del sentimiento generado. No va muy lejos antes de romper en una pseudofuga, que ilustra una vez más la extraordinaria precocidad de Mendelssohn en el terreno contrapuntístico. La sinfonía debería designarse "en fa menor", ya que el cuerpo del movimiento inicial Allegro molto y todo el Finale están en esa tonalidad. Sin embargo, lleva la etiqueta de "fa mayor" debido a una introducción que se niega a alinearse con el modo menor.

### Sinfonía n.º 12 en sol menor, MWV N 12
La pieza fue escrita entre el 8 de agosto y el 17 de septiembre de 1823, y consta de tres movimientos:
- I. Fuga. Grave – Allegro, en sol menor 4
4
- II. Andante, en mi bemol mayor 6
8
- III. Allegro molto, en sol menor 4
4

Su duración aproximada es de 20 minutos. Esta obra final muestra la mayor habilidad y madurez, lo cual no implica que sus predecesoras fueran infantiles. Retoma el esquema en tres movimientos. El primer movimiento, Grave – Allegro, está en sol menor y en 4/4. El inicio, marcado Grave, muestra una pompa händeliana y un aire de tragedia inminente. El Allegro siguiente es una fuga, que fusiona magistralmente el estilo contrapuntístico barroco con la polifonía clásica, revitalizada dentro del lenguaje único y de rápido desarrollo del propio Mendelssohn. La fuga, escrita a cuatro voces, surge de un siniestro tema descendente en staccato y está adornada con un trino ocasional de estilo barroco. El compositor hace gala de su agilidad contrapuntística al tiempo que mantiene una intensidad constante y el cromatismo impregna todo el movimiento. El segundo movimiento, Andante, está en mi bemol mayor y en 6/8. Parece situarse en la misma línea divisoria entre el Romanticismo y el Clasicismo, a la manera de un último adiós cariñoso al estilo del que Mendelssohn había aprendido tanto, y que iba a desarrollar aún más. Responde a una forma ternaria de tipo ABA, con una sección central que es una variación extendida del cálido tema inicial, que parece alargarse sin final. Las violas divididas ayudan a producir un sonido particularmente rico y pleno. El Finale, Allegro molto, retoma la tónica y el 4/4. Suena como una reinterpretación del Finale de la Sinfonía n.º 40 en sol menor de Mozart, con interpolaciones fugadas barrocas. Es otra fuga que recuerda el tema cromático descendente del movimiento inicial, sin citarlo explícitamente. Pero esta vez la fuga se transforma en una sólida forma sonata. La música tiene una sombría tensión que se relaja sólo por un momento al final del desarrollo y luego al terminar la recapitulación, cuando la música amaina en suaves pizzicati para estallar en una coda rápida, irregular y trepidante.

### Sinfonía n.º 13 en do menor, MWV N 14 Sinfoniesatz
La pieza fue escrita el 29 de diciembre de 1824 y consta de un movimiento:
- I. Grave – Allegro molto, en do menor 4
4

Su duración aproximada es de 8 minutos. Esta obra se conoce hoy como la "Sinfonía para cuerdas n.º 13 en do menor" de Mendelssohn solo para garantizar que permanece en el lugar que le corresponde, en la cola de la serie de sinfonías de cuerda. A veces también es llamada, Sinfoniesatz, o "movimiento sinfónico" en do menor. Pero el propio Mendelssohn no la llamó así. Reservó la etiqueta "n.º 13" para otra obra: su primera sinfonía a gran escala para orquesta completa, comenzada en 1824, sólo unos meses después de que cerrara definitivamente el libro de las sinfonías de cuerda. Posteriormente, decidió que su "n.º 13" era mejor considerarla como la primera de una nueva línea de obras y se convirtió en la Sinfonía n.º 1 en do menor, Op. 11. Así pues, Mendelssohn compuso dos obras que fueron denominadas "Sinfonía n.º 13" en un momento u otro, pero ninguna de ellas obtuvo ese sello de forma permanente. El compositor nunca renegó oficialmente de esta pieza, ya que no llegó a destruirla pero lo cierto es que nunca se publicó en su vida.
El primer y único movimiento, marcado Grave – Allegro molto, está en do menor y en 4/4. Se trata de un movimiento de apertura clásico del siglo XVIII, con una introducción lenta y un cuerpo principal rápido y estilizado. Los gestos del Grave tienen algo casi de Händel o del Barroco tardío. El joven Mendelssohn era una especie de crisol de compositores, y siempre es fascinante comprobar cómo los distintos elementos -barroco, clasicismo y el genuino y único Mendelssohn- giran y se sumergen unos en otros. El Allegro molto es un intenso ejercicio fugado que empuja sin cesar hacia un pasaje culminante final en ardientes octavas tutti. La cadencia final es la más severa expresión en do menor que se pueda encontrar, a pesar de la edad de su compositor y de su reputación de ligereza musical.